# Antonio Tejero Molina
Antonio Tejero Molina (Alhaurín el Grande, 30 d'abril de 1932) és un militar espanyol, tinent coronel expulsat de la Guàrdia Civil. Va ser un dels principals capitosts del cop d'estat del 23 de febrer de 1981 a Espanya, popularment conegut com a 23-F.
Va ingressar a la Guardia Civil l'any 1951 amb 19 anys. El 1955 va obtenir el grau de tinent de la Guàrdia Civil i va ser destinat a la Comandància de Manresa. Més tard, el 1958, arribaria a capità i seria destinat a Pontevedra i Vélez-Màlaga. Finalment, el 1974 obtindria el grau de tinent coronel.
L'any 1977, amb la legalització de la ikurriña, va tenir els primers incidents polítics, ja que es mostrà disconforme amb aquesta legalització. El mateix any va impedir una manifestació política que havia estat autoritzada pel govern civil; degut a això va ser arrestat breument al seu domicili. L'any següent va publicar una carta dirigida al rei al diari El Imparcial on mostrava la seva disconformitat amb la Constitució.
L'any 1979 va ser detingut i condemnat a set mesos de presó per estar implicat en l'Operació Galàxia, un intent de cop d'estat.
La vesprada del 23 de febrer de 1981, comandant uns 200 guàrdies civils, va assaltar el Congrés dels Diputats, que en aquells moments celebrava la sessió d'investidura com a president del Govern de Leopoldo Calvo-Sotelo Bustelo. Va segrestar tots els diputats fins a les 12 del matí del 24 de febrer de 1981, quan es va lliurar en fracassar l'intent de cop d'Estat.
Va ser processat i condemnat a 30 anys de presó. El dia 6 d'octubre de 1982 va ser traslladat al Castell de la Palma i el 28 de maig de 1983 va ser traslladat a la presó del Castell de Sant Ferran (Figueres). El dia 13 de juny de 1991 va ser finalment traslladat a la presó d'Alcalá de Henares (Madrid). L'any 1982 mentre era a la presó va crear el partit “Solidaridad Española” però degut als mals resultats obtinguts va desaparèixer al cap de poc. Des de setembre de 1993 ja gaudia de règim obert.
El dia 3 de desembre de 1996 va sortir de la presó amb llibertat condicional perquè li va ser reduïda la condemna per treball en 5 anys i 57 dies.
Va ser expulsat de la Guardia Civil i actualment resideix a Alhaurín de la Torre, Màlaga.